# Тебс Лојд Џонсон
Тебс Лојд Џонсон (енгл. Terrence „Tebbs“ Lloyd Johnson; Melton Mowbray 1900 — Ковентри 26. децембар 1984) је британскии атлетичар специјалиста за брзо ходање.
Тебс Лојд Џонсон се такмичио у брзом ходање пуних 25 година. После освајања трећег места на првенству RWA (Race Walking Association Савез брзог ходања) у Уједињеном Краљевству у дисциплини брзог ходања на 20 миља 1923, побеђивао је и 1927, 1931 и 1934, и био је и првак на 50 км ходање 1931, 1934, и 1949.
У дисциплини 50 км брзог ходања, на Летњим олимпијским играма 1936. у Берлину је заузео 17. место. Дванаест година касније у Лондону 1948. освојио је, бронзану медаљу. Са 48 година и 115 дана је био и најстарији такмичар на атлетским такмичењима у Лондону 1948. а за сада је најстарији спортиста који је у атлетским такмичењима на Олимпијским играма стајао на победничком постољу.

## Резултати
| Година | Такмичење             | Град   | Пласман | Резултат |
| ------ | --------------------- | ------ | ------- | -------- |
| 1936   | Летње олимпијске игре | Берлин | 17      | 4:54,56  |
| 1948   | Летње олимпијске игре | Лондон | 3.      | 4:48,31  |

### Најбоља времена
| Дисциплина   | Резултат   | Година |
| ------------ | ---------- | ------ |
| Ходање 20 км | 1: 37:55,4 | 1934   |
| Ходање 50 км | 4:36:02,0  | 1948   |